# Elmore County (Alabama)
Das Elmore County ist ein County im US-Bundesstaat Alabama der Vereinigten Staaten.
Der Verwaltungssitz (County Seat) ist Wetumpka.

## Geographie
Das County liegt südöstlich des geographischen Zentrums von Alabama und hat eine Fläche von 1702 Quadratkilometern, wovon 93 Quadratkilometer Wasserfläche sind. Es grenzt im Uhrzeigersinn an folgende Countys: Tallapoosa County, Macon County, Montgomery County, Autauga County, Chilton County und Coosa County.

## Geschichte
Das County liegt im früheren Siedlungsgebiet der Muskogee. So tragen Tallassee und Wetumpka die Namen der ursprünglichen Ortschaften der Indianer. Eine der wichtigsten Städte der Creek, Tuckabatchee, lag nahe Wetumpka. Eine von Jean-Baptiste Le Moyne de Bienville, dem Gouverneur der französischen Kolonie Louisiana, entsandte Expedition zur Erkundung des Alabama Rivers  erbaute hier 1717 das Fort Toulouse. Im späten 18. und frühen 19. Jahrhundert wanderten Siedler aus beiden Carolinas und Georgia ein, was die Spannungen mit den Creek erhöhte. Im Britisch-Amerikanischen Krieg kämpften sie daher unter Führung von Tecumseh auf Seiten des Vereinigten Königreiches. Fort Toulouse wurde schließlich von der United States Army besetzt und zu Ehren General Andrew Jacksons in Fort Jackson umbenannt. Im August 1814 traten die Creek im Vertrag von Fort Jackson Land an die Vereinigten Staaten ab. 1819 wurde der im County behaimatete William Wyatt Bibb erster Gouverneur von Alabama. Im Sezessionskrieg blieb eine von Richmond nach Tallassee verlegte Karabinerfabrik die einzige Stätte der konföderierten Rüstungsproduktion, die nicht zerstört wurde. Elmore County wurde am 15. Februar 1866 per Beschluss der State Legislature aus Teilen des Autauga, Coosa und Montgomery Countys gebildet. Benannt wurde es nach General John Archer Elmore (1762–1834), der im Amerikanischen Unabhängigkeitskrieg gekämpft hatte und später Abgeordneter in der State Legislature von South Carolina und Alabama gewesen war. Er war im Jahr 1819 in diese Gegend gezogen und Mitbegründer der Ortschaft Elmore gewesen.
13 Bauwerke und Stätten im County sind im National Register of Historic Places (NRHP) eingetragen (Stand 1. April 2020), wobei das Fort Toulouse den Status eines National Historic Landmarks hat.

## Demographische Daten
Nach der Volkszählung im Jahr 2000 lebten im Elmore County 65.874 Menschen. Davon wohnten 5.341 Personen in Sammelunterkünften, die anderen Einwohner lebten in 22.737 Haushalten und 17.552 Familien. Die Bevölkerungsdichte betrug 41 Einwohner pro Quadratkilometer. Ethnisch betrachtet setzte sich die Bevölkerung zusammen aus 77,02 Prozent Weißen, 20,64 Prozent Afroamerikanern, 0,43 Prozent amerikanischen Ureinwohnern, 0,36 Prozent Asiaten, 0,03 Prozent Bewohnern aus dem pazifischen Inselraum und 0,48 Prozent aus anderen ethnischen Gruppen; 1,04 Prozent stammten von zwei oder mehr Ethnien ab. 1,22 Prozent der Bevölkerung waren spanischer oder lateinamerikanischer Abstammung.
Von den 22.737 Haushalten hatten 37,4 Prozent Kinder und Jugendliche unter 18 Jahren, die bei ihnen lebten. In 61,4 Prozent lebten verheiratete, zusammen lebende Paare, 12,0 Prozent waren allein erziehende Mütter, 22,8 Prozent waren keine Familien, 20,0 Prozent aller Haushalte waren Singlehaushalte und in 7,7 Prozent lebten Menschen im Alter von 65 Jahren oder darüber. Die Durchschnittshaushaltsgröße betrug 2,66 und die durchschnittliche Familiengröße betrug 3,07 Personen.
25,7 Prozent der Bevölkerung waren unter 18 Jahre alt, 8,8 Prozent zwischen 18 und 24, 32,1 Prozent zwischen 25 und 44, 22,7 Prozent zwischen 45 und 64 und 10,7 Prozent waren 65 Jahre oder älter. Das Durchschnittsalter betrug 35 Jahre. Auf 100 weibliche Personen kamen 102,5 männliche Personen und auf Frauen im Alter von 18 Jahren und darüber kamen 101,3 Männer.
Das jährliche Durchschnittseinkommen eines Haushalts betrug 41.243 USD, das Durchschnittseinkommen einer Familie 47.155 USD. Männer hatten ein Durchschnittseinkommen von 32.643 USD, Frauen 24.062 USD. Das Prokopfeinkommen betrug 17.650 USD. 7,4 Prozent der Familien und 10,2 Prozent der Einwohner lebten unterhalb der Armutsgrenze.

## Orte im Elmore County
- Adkin Hill
- Blue Ridge
- Burlington
- Butts Mill
- Buyck
- Central
- Claud
- Cold Spring
- Coosa River
- Coosada
- Cotton
- Deatsville
- Dexter
- Eclectic
- Elmore
- Falkner
- Fays
- Five Points
- Floyd
- Friendship
- Good Hope
- Holtville
- Jordan
- Kent
- Kowaliga
- Lightwood
- Millbrook
- Neman
- New Bingham
- North Elmore
- Old Bingham
- Prattville
- Prattville Junction
- Red Hill
- Riddle
- Robinson Springs
- Santuck
- Seman
- Tallassee
- Titus
- Wallsboro
- Ware
- Weoka
- Weoka Mills
- Wetumpka
- Willow Springs

## Sehenswürdigkeiten
- In Wetumpka befindet sich das William Bartram Arboretum, ein Arboretum, das von der Alabama Historical Commission verwaltet wird.
- Siehe auch → Liste der Einträge im National Register of Historic Places im Elmore County

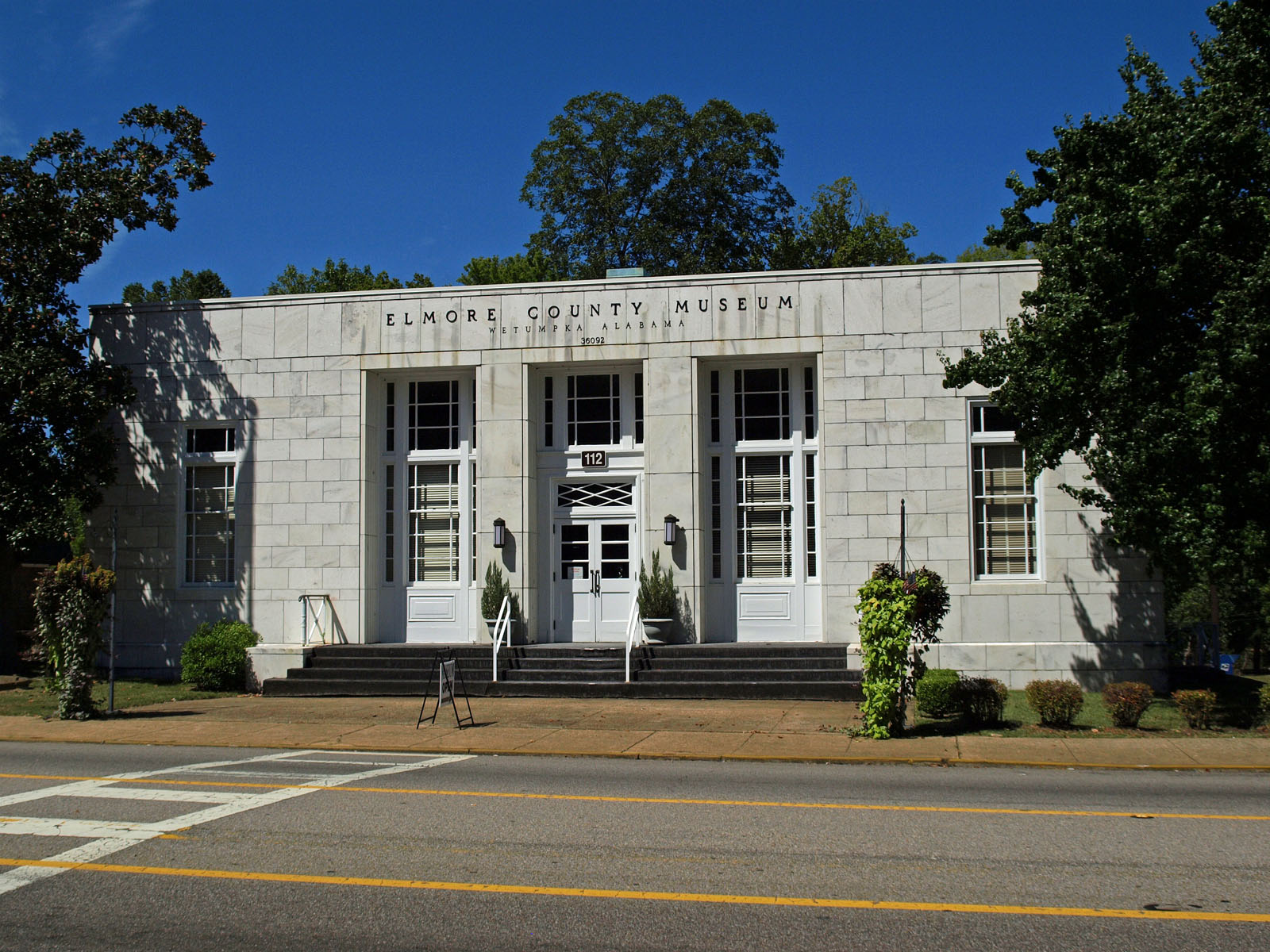
Elmore County Museum, ehemaliges Post Office
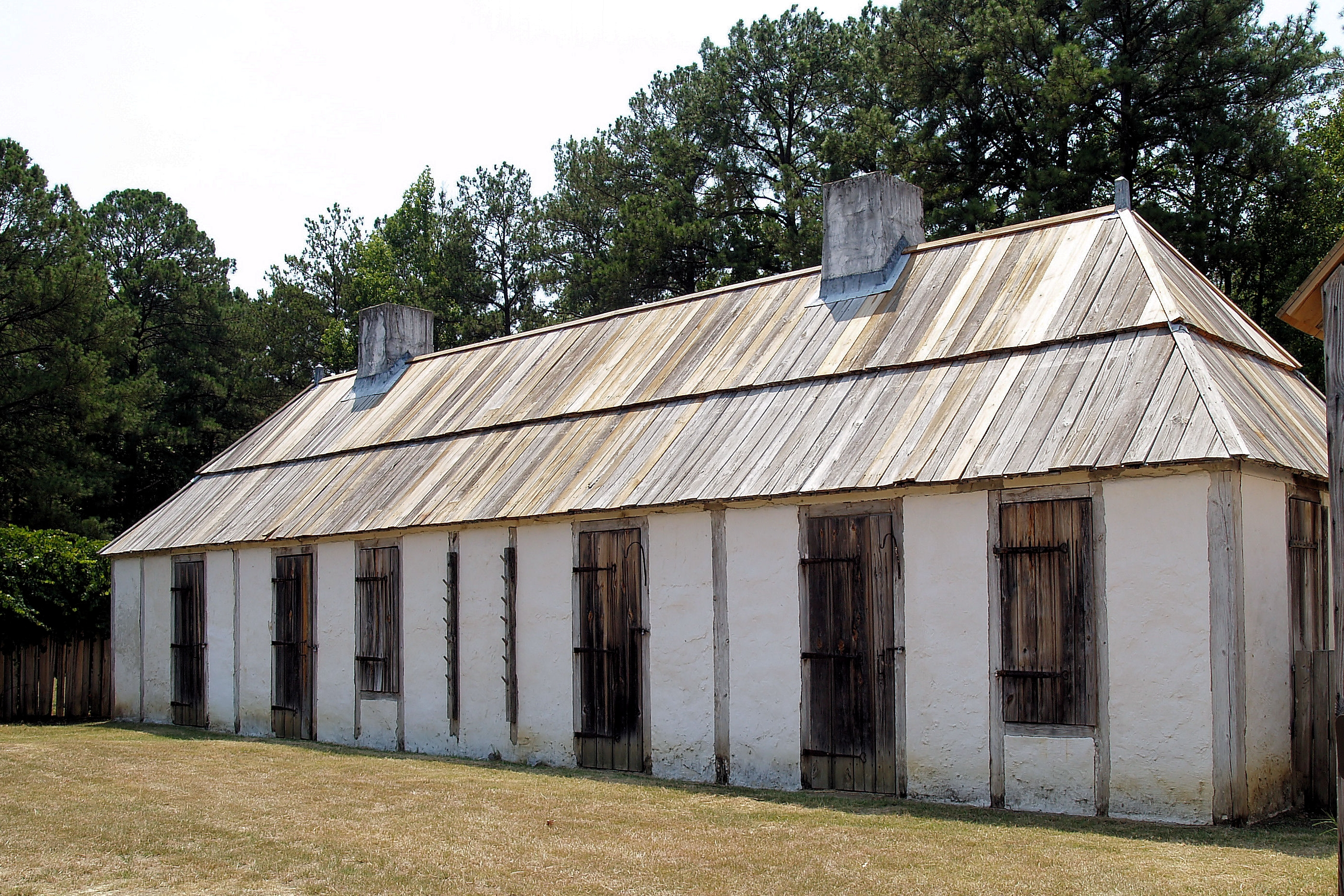
Fort Toulouse (2007) hat seit Oktober 1960 den Status eines National Historic Landmarks.